# Contrôleur des finances publiques
Un contrôleur des finances publiques est une catégorie de fonctionnaires qui appartient à un corps de catégorie B de la direction générale des Finances publiques (DGFiP), au sein du ministère de l’Économie et des Finances.
Le contrôleur des finances publiques s'occupe de la gestion des fonds publics de l'État et des collectivités territoriales. Il intervient également auprès du contribuable dans le contrôle et le conseil des opérations fiscales.
Le grade de contrôleur des finances publiques est issu des grades de contrôleur des impôts et de contrôleur du trésor public à la suite de la fusion en 2008 des anciennes direction générale des Impôts et direction générale de la Comptabilité publique.

## Formation et perspectives
Pour un article plus général, voir École nationale des finances publiques.
Le concours externe de contrôleur des finances publique est accessible aux postulants titulaires d'un baccalauréat. Il est également possible aux agents des finances publiques comptant au moins 4 ans de services de postuler au concours interne.
Il existe deux concours  de contrôleur des finances publiques :
- contrôleur des Finances publiques de 2e classe ;
- contrôleur des Finances publiques programmeur.

Une fois le candidat ayant accepté le bénéfice de la réussite au concours, il suit une formation de douze mois à l'École nationale des finances publiques qui dispense la formation, suivie d'un stage d'application.
Il est ensuite possible au contrôleur de devenir contrôleur principal (catégorie B+ sur concours interne) et inspecteur (catégorie A sur concours externe et interne).